# HD33959
HD33959 — подвійна зоря. 
Ця подвійна система має видиму зоряну величину в смузі V приблизно 5,0.
Вона розташована на відстані близько 268,7 світлових років від Сонця.

## Подвійна зоря
Головна зоря цієї системи належить до хімічно пекулярних зір й має спектральний клас A6.
Інша компонента має  спектральний клас F0.

## Фізичні характеристики
Зоря HD33959 обертається 
порівняно повільно 
навколо своєї осі. Проєкція її екваторіальної швидкості на промінь зору становить  Vsin(i)= 29км/сек.